# Moechotypa formosana
Moechotypa formosana es una especie de escarabajo longicornio del género Moechotypa, tribu Ceroplesini, subfamilia Lamiinae. Fue descrita científicamente por Pic en 1917.

## Descripción
Mide 18 milímetros de longitud.

## Distribución
Se distribuye por China.